# Подоље (Ново Место на Ваху)
Подоље (слч. Podolie) насељено је мјесто са административним статусом сеоске општине (слч. obec) у округу Ново Место на Ваху, у Тренчинском крају, Словачка Република.

## Становништво
| Година:    | 1994. | 2004.   | 2014.   | 2024.   |
| ---------- | ----- | ------- | ------- | ------- |
| Број људи: | 2071  | 2056    | 1958    | 1923    |
| Разлика:   |       | -0,72 % | -4,76 % | -1,78 % |

| Година:    | 2023. | 2024.   |
| ---------- | ----- | ------- |
| Број људи: | 1892  | 1923    |
| Разлика:   |       | +1,63 % |

Према подацима о броју становника из 2024. године насеље је имало 1923 становника.